# Alternativa Sindical Obrera Canaria
Alternativa Sindical Obrera Canaria (Alternativa SOC) es una organización sindical española de ámbito canario.
Según sus estatutos, Alternativa SOC se define como un sindicato: clasista, anticapitalista, internacionalista, que lucha por la Soberanía Nacional y Popular de Canarias y por la profundización en los derechos y libertades sindicales, laborales y sociopolíticas de la clase trabajadora canaria.
La presencia de Alternativa SOC en el archipiélago se concentra casi exclusivamente en la isla de Tenerife, donde tiene representación en sectores como Limpieza Municipal, Personal de Administración y Servicios de la Universidad de La Laguna, Salud y Estiba.

## Historia
Alternativa SOC surge tras la crisis interna que sufre el Frente Sindical Obrero de Canarias (FSOC) en el año 2015, que llevó a la organización en la isla de Tenerife a adoptar una nueva denominación, mientras que el sector de Gran Canaria conservó las siglas FSOC. El sindicato se reivindica heredero del histórico Sindicato Obrero Canario (SOC), al igual que el FSOC.